# Guntzviller
Guntzviller (en alemany Gunzweiler) és un municipi francès, situat al departament del Mosel·la i a la regió del Gran Est. L'any 2007 tenia 354 habitants.

## Demografia

### Població
El 2007 la població de fet de Guntzviller era de 354 persones. Hi havia 129 famílies, de les quals 29 eren unipersonals (21 homes vivint sols i 8 dones vivint soles), 42 parelles sense fills, 54 parelles amb fills i 4 famílies monoparentals amb fills.
La població ha evolucionat segons el següent gràfic:
Habitants censats

### Habitatges
El 2007 hi havia 148 habitatges, 134 eren l'habitatge principal de la família, 2 eren segones residències i 12 estaven desocupats. 127 eren cases i 21 eren apartaments. Dels 134 habitatges principals, 107 estaven ocupats pels seus propietaris, 20 estaven llogats i ocupats pels llogaters i 7 estaven cedits a títol gratuït; 3 tenien dues cambres, 18 en tenien tres, 23 en tenien quatre i 90 en tenien cinc o més. 118 habitatges disposaven pel capbaix d'una plaça de pàrquing. A 61 habitatges hi havia un automòbil i a 60 n'hi havia dos o més.

### Piràmide de població
La piràmide de població per edats i sexe el 2009 era:
| Homes | Edats   | Dones |
| ----- | ------- | ----- |
| 0     | 95 o +  | 0     |
| 0     | 90 a 94 | 0     |
| 0     | 85 a 89 | 0     |
| 4     | 80 a 84 | 8     |
| 4     | 75 a 79 | 12    |
| 12    | 70 a 74 | 0     |
| 12    | 65 a 69 | 8     |
| 4     | 60 a 64 | 4     |
| 4     | 55 a 59 | 8     |
| 4     | 50 a 54 | 4     |
| 28    | 45 a 49 | 16    |
| 4     | 40 a 44 | 12    |
| 20    | 35 a 39 | 8     |
| 8     | 30 a 34 | 20    |
| 8     | 25 a 29 | 4     |
| 4     | 20 a 24 | 4     |
| 12    | 15 a 19 | 20    |
| 12    | 10 a 14 | 4     |
| 0     | 5 a 9   | 16    |
| 4     | 0 a 4   | 4     |

## Economia
El 2007 la població en edat de treballar era de 225 persones, 170 eren actives i 55 eren inactives. De les 170 persones actives 150 estaven ocupades (87 homes i 63 dones) i 18 estaven aturades (7 homes i 11 dones). De les 55 persones inactives 21 estaven jubilades, 11 estaven estudiant i 23 estaven classificades com a «altres inactius».

### Ingressos
El 2009 a Guntzviller hi havia 142 unitats fiscals que integraven 379 persones, la mediana anual d'ingressos fiscals per persona era de 17.305 €.

### Activitats econòmiques
Dels 3 establiments que hi havia el 2007, 1 era d'una empresa de fabricació d'altres productes industrials, 1 d'una empresa d'hostatgeria i restauració i 1 d'una empresa financera.
Dels 2 establiments de servei als particulars que hi havia el 2009, 1 era una oficina bancària i 1 restaurant.
L'any 2000 a Guntzviller hi havia 7 explotacions agrícoles.

## Poblacions més properes
El següent diagrama mostra les poblacions més properes.